# Binaural
Binaural je šesti studijski album američkog alternativnog rock sastava Pearl Jam. Diskografska kuća Epic Records objavila ga je 16. svibnja 2000. godine. Nakon velike promidžbene turneje za prethodni album Yield (iz 1998.) članovi Pearl Jama otišli su na kraću pauzu koja je trajala do kraja 1999., kad su počeli raditi na novome albumu. Tijekom produkcije albuma skupina je naišla na poteškoće; pjevač Eddie Vedder patio je od nedostatka nadahnuća, dok je gitarist Mike McCready otišao na rehabilitaciju zbog ovisnosti o lijekovima. Prvi je album Pearl Jama na kojem je bubnjeve svirao bivši Soundgardenov bubnjar Matt Cameron, koji se pridružio grupi tijekom turneje Yield Tour 1998. godine kako bi zamijenio Jacka Ironsa.
Glazba na albumu ističe se eksperimentalnim zvukom, koji je očit na pjesmama nastalih tehnikom binauralnog snimanja. Atmosferične skladbe, čiji su tekstovi uglavnom tmurni i kritiziraju društvo, natjerale su sastav da na omotu albuma takve tematike prikaže slikama nebula. Binaural je dobio pozitivne kritike i debitirao je na drugom mjestu ljestvice Billboard 200. Iako je postigao zlatnu nakladu u SAD-u, postao je prvi studijski album skupine koji ondje nije stekao platinasti status. Promidžbena turneja 2000. godine dovela je do nastanka velikog broja službenih bootleg izdanja.

## Snimanje
Članovi sastava zasebno su radili na pjesmama prije nego što su ih zajedno počeli snimati, što je slično načinu na koji su radili na albumu Yield. Pjevač Eddie Vedder opisao je stvaranje albuma kao "građevinski posao". Binaural je bio prvi uradak od debitantskog albuma na kojem producent nije bio Brendan O'Brien. Gossard je izjavio da je grupa "smatrala da je vrijeme da iskuša nove stvari" i da je "bila spremna za promjenu". 
Umjesto njega sastav je unajmio producenta Tchada Blakea, poznatog po služenju tehnikom binauralnog snimanja. Tehnika binauralnog snimanja odnosi se na korištenje dvama mikrofonima radi stvaranja trodimenzionalnog stereofonskog zvuka; grupa se njome okoristila na nekolicini pjesama, među kojima je i akustična "Of the Girl". Gossard je o Blakeu komentirao: "Cijelo nam je vrijeme bio na usluzi i želio je da oblikujemo različite atmosfere." Bio je to prvi studijski album Pearl Jama nakon odlaska bubnjara Jacka Ironsa; na njemu svira bubnjar Matt Cameron iz Soundgardena, koji je prethodno svirao bubnjeve na američkoj turneji Yield Tour.
Binaural je bio snimljen krajem 1999. i početkom 2000. u Seattleu, Washingtonu u studiju Litho, čiji je vlasnik gitarist Stone Gossard. Grupa i Blake izvorno su ga miksali u Sunset Sound Factoryju u Los Angelesu, Kaliforniji; međutim, skupina na koncu nije bila zadovoljna konačnim miksevima. Prema McCreadyju Blakeov je rad bio prikladan za sporije skladbe kao što je "Nothing as It Seems", ali nije na ostalim pjesmama koje su trebale biti žešće. Za te potonje pjesme sastav je angažirao bivšeg producenta O'Briena, koji ih je remiksao u studiju Southern Tracks u Atlanti, Georgiji. S O'Brienom je skupina sekvencirala uradak.
Dok je skladao i snimao pjesme za album, sastav je naišao na nekoliko poteškoća. Vedder je rekao da je tijekom rada na uratku patio od autorske blokade, zbog čega nije mogao pisati stihove. Takva je situacija nadahnula skrivenu skladbu "Writer's Block", koja se sastoji od zvukova pisaćeg stroja i koja se pojavljuje nakon šest minuta i 50 sekundi posljednje pjesme, "Parting Ways". Vedder je skladao glazbu za nekolicinu pjesama, među kojima su "Insignificance" i "Grievance", ali problem mu je predstavljalo pisanje stihova. Odlučio je prestati skladati glazbu i usredotočiti se isključivo na pisanje tekstova; čak se suzdržavao od sviranja gitare. Izjavio je da je jednom prilikom ugledao ukulele, pomislio "to nije gitara" i koristeći se ukuleleom napisao pjesmu "Soon Forget". Gitarist Mike McCready otišao je na rehabilitaciju zbog ovisnosti o lijekovima. Gossard je izjavio da zbog McCreadyjeva odsustva i upoznavanja s Cameronom "nisu svi bili na istoj valnoj duljini".
Tri instrumentala koja su se pojavila na DVD-u Touring Band 2000 ("Thunderclap", "Foldback" i "Harmony") nastali su na početku snimanja Binaurala. Nekoliko pjesama koje su bile izbačene s albuma na koncu su se pojavile na kompilaciji rijetkih pjesama Lost Dogs iz 2003. godine. Među njima su "Sad", "Hitchhiker", "In the Moonlight", "Education", "Fatal" i "Sweet Lew". "Sad", čije je izvorno ime bilo "Letter to the Dead", Ament je nazvao "odličnom pop pjesmom", ali je rekao da se ne bi uklopila s ostalima na albumu jer grupa "baš i ne [sklada] mnogo pop albuma". "Sweet Lew", koja govori o Kareemu Abdul-Jabbaru, bila je odbačena s uratka jer se prema Amentovim riječima također nije uklapala s ostalim skladbama. Od pjesama koje su nastale u to vrijeme, "Fatal" je producentu Tchadu Blakeu najdraža. "Strangest Tribe" i "Drifting" također su bile snimljene u vrijeme rada na albumu i obje skladbe pojavile su se na božićnom singlu za klub obožavatelja 1999. godine, kao i na Lost Dogsu.

## Glazba i tekstovi
Pearl Jam - Nothing as It Seems

Binaural započinje trima brzim skladbama, a potom pjesme postaju raznolikije. Vedder je objasnio: "Radije bismo izazvali svoje obožavatelje i natjerali ih da slušaju naše pjesme nego im dali nešto što je lako progutati. U svijetu ima mnogo pjesama koje je lako progutati, ali mi nikad nismo htjeli biti dio toga." Glazbeni kritičar Jon Pareles u recenziji za Rolling Stone izjavio je da se Pearl Jam odmaknuo od grungea koji ga je učinio slavnim i "da se počeo baviti drugim stvarima: nervoznim post-punkom i tmurnim meditacijama, napetim folk rockom i turbulentnim neopsihodeličnim rock pjesmama koje zvuče kao da su nastale improviziranim sviranjem."
Nekoliko pjesama na uratku pokazuje utjecaj klasičnog rocka. Uvod u prvu skladbu "Breakerfall" sadrži gitaristički rif sličan onome u pjesmi "I Can See for Miles" grupe The Who (s albuma The Who Sell Out iz 1967. godine). K tome, "Soon Forget", na kojoj Vedder svira ukulele, nadahnuta je pjesmom "Blue, Red and Grey" istog sastava (s albuma The Who by Numbers iz 1975. godine); Vedder ju je opisao kao "30 sekundi plagiranja" i u knjižici albuma zahvalio je Peteu Townshendu. Pjesma "Nothing as It Seems" stilistički je slična radu skupine Pink Floyd.
Pearl Jam - Light Years

Basist Jeff Ament napisao je stihove za dvije pjesme ("Gods' Dice" i "Nothing as It Seems"), dok je Gossard napisao tekst za njih tri ("Thin Air," "Of the Girl" i "Rival"). S tekstualnog je gledišta album mračniji od prethodnika Yield; Gossard je izjavio da su tekstovi "prilično tmurni". Vedder je o kritici društva sadržanoj u tekstovima pjesama na albumu izjavio: "Mislim da svi tragaju za slobodom...To je jedna od stvari zbog koje se ugodno osjećate. Znam da mi je smetalo kad su mi ljudi govorili što trebam učiniti, kao i kad su me određene stvari mentalno i fizički ograničavale. Cijelo čovječanstvo traga za slobodom i smatram da je važno znati kad je se domognete." Ament je komentirao da "Gods' Dice" govori o "osuđivanju bilo koga tko vjeruje u nešto, bez obzira na to vjeruje li u Boga ili ne", a da "Nothing as It Seems" govori o njegovu djetinjstvu u seoskom području sjeverne Montane. Vedder je opisao "Evacuation" "pjesmom o promjeni" i u intervjuu je izjavio da je pouka skladbe "Insignificance" "neučinkovitost političkih bitaka". Dok je pisao "Grievance", Veddera su nadahnuli protesti protiv WTO-a u Seattleu 1999.; rekao je da pjesma govori o opasnosti tehnologije. Gossard je izjavio da je pjesma "Rival" njegov osvrt na masakr u Columbineu iz 1999. godine.

## Omot albuma
Naslovnica albuma prikazuje prilagođenu Hubbleovu fotografiju planetarne maglice MyCn 18, poznatije kao Pješčani sat. Hubbleove fotografije maglica NGC 7293 i Orao poimence su se pojavile na unutrašnjoj naslovnici i knjižici albuma. NASA je dopustila korištenje fotografija. O ilustracijama Ament je rekao: "Razlog zbog kojeg smo se odlučili na rad s Tchadom [Blakeom] jest taj što pjesmama daje odličnu atmosferu....Htjeli smo da ilustracije to prikažu....Jedna od ideja kojom smo se bavili jest shvaćanje da je u velikom poretku stvari sve majušno, čak i glazba koju zajedno stvaramo, bez obzira na to koliko je snažna. Cijela ta tematika svemira povezana je s proporcijama. Primjerice, pogledate te fotografije [i shvatite da] je trinaest svjetlosnih godina sažeto u deset centimetara."
Naziv albuma aludira na tehniku binauralnog snimanja korištenog na nekolicini skladbi. Pridjev 'binauralno' doslovno znači "ono što ima dvije uši" ili "ono što se odnosi na dvije uši". O nazivu uratka Gossard je rekao: "Kad smo istražili što znači riječ 'binauralno', pisalo je da znači slušati objema ušima. Činilo se kao prikladan naslov za album."

## Objava i recenzije

### Komercijalni uspjeh
Binaural je u prvom tjednu objave u SAD-u bio prodan u 226.000 primjeraka i debitirao je na drugom mjestu ljestvice Billboard 200. Prvo je mjesto tad zauzeo album Oops!... I Did It Again Britney Spears. Binaural je postao prvi studijski album Pearl Jama koji nije postigao platinastu nakladu. Binaural je postigao zlatnu nakladu i prema Nielsen SoundScanu do 2013. je godine bio prodan u 850.000 primjeraka u SAD-u. Uradak se našao na prvom mjestu ljestvica u Novom Zelandu, gdje je postigao zlatnu nakladu, i Australiji, gdje je stekao platinasti status i postao trideset i šesti najprodavaniji album godine.
Dva singla bila su objavljena s Binaurala. Glavni singl "Nothing as It Seems" bio je objavljen 11. travnja; pojavio se na 49. mjestu ljestvice Billboard Hot 100 i trećem mjestu ljestvice Mainstream Rock. Drugi singl s albuma, "Light Years", nije ušao na ljestvicu Hot 100, ali se zato pojavio u ljestvicama Mainstream Rock i Modern Rock.

### Recenzije
Prema Metacriticu Binaural je dobio uglavnom pozitivne kritike; na toj je stranici prosječna ocjena albuma 69/100 na temelju 16 recenzija. NME je albumu dao devet od deset bodova; u recenziji ga je nazvao "kipućim, bijesnim albumom; to je svečani iskaz protiv cinizma i pasivnosti i uobičajenih nepravdi u svakidašnjem životu" i dodao je da "čak i kad sastav uspori tempo, pjesme se ističu srčanom intenzivnošću". AllMusicov recenzent Stephen Thomas Erlewine dao mu je četiri od pet zvjezdica i izjavio: "Pjesme su oštrije, produkcija je slojevita, a izvedbe su osjećajne kao i uvijek, zbog čega je to najbolji album od Vitalogyja." Timeov recenzent Christopher John Farley istaknuo je da je album "strpljiviji i manje bijesan od većine ranijeg rada Pearl Jama". Dodao je i da "Pearl Jam potiho stvara dugogodišnju karijeru kojom će postati jednaka legendama rocka iz prošlosti". Jim Farber iz Entertainment Weeklyja dao mu je ocjenu 4+ (B+), izjavio da "teže teme daju osvježavajuću kvalitetu Pearl Jamovim introspektivnim stihovima i čvrstom rocku" i dodao: "Čak i da je PJ davno prestao pratiti duh vremena, barem se njegovi članovi i dalje bave onime što im je blisko srcu". Kritičar Robert Christgau opisao je album kao "rock kao unutarnja bitka koja se vječno prikazuje izvana".
Spin je uratku dao sedam od deset zvjezdica i napisao: "Sve što vam srce želi i dalje je tu—šaljiva eksperimentalnost, bjesnilo gitara, Eddiejevo samookrivljujuće zavijanje. Sve je sad samo čvršće i jasnije." Q mu je dao tri od pet zvjezdica i komentirao: "Grunge je možda umro, ali čini se da Pearl Jam nikad neće biti ubijen." Rolling Stoneov recenzent Jon Pareles uratku je dao tri i pol od pet zvjezdica i izjavio da "se doima kao dio produženog razgovora između petorice članova skupine...i dovoljno posvećenih obožavatelja koji provjeravaju najnovije Pearl Jamove stavove o ljubavi, smrti i društvenoj odgovornosti". The Guardian je albumu dao tri od pet zvjezdica, dodao da je Pearl Jam "otmjen, glazben, iskren... i malčice dosadnjikav" i istaknuo da se "Vedderovo dirljivo tjeskobno pjevanje utapa u moru pesimističkih rifova". Recenzent je zaključio da je Binaural "takav kakav je; na njemu ima pjesama koje su zarazne, kojima je potrebno neko vrijeme da postanu upečatljive i neke skladbe koje su potpuno bezvezne". Na dodjeli nagrada Grammy 2001. godine skladba "Grievance" bila je nominirana za nagradu u kategoriji najbolje hard rock izvedbe. Ament je o Binauralu rekao da "danas mislimo da na taj album nismo stavili najbolje pjesme" i dodao: "Nekoliko je lijepih stvari proizašlo iz tog uratka, ali nikad ga nećemo pamtiti kao jednog od najboljih."

## Turneja
Pearl Jam podržao je album turnejama u Europi i Sjevernoj Americi. Turneja je počela 23. svibnja 2000. godine nastupom u Lisabonu, Portugalu. Europska turneja sastojala se od 26 nastupa. Posljednji koncert na europskoj turneji završio je tragedijom; na festivalu Roskilde u Danskoj 30. je lipnja gomila ljudi pojurila prema naprijed, devetero je obožavatelja bilo pregaženo te su se ugušili. Zbog toga su dva koncerta koja su se trebala održati u srpnju bila otkazana. Mjesec dana nakon završetka europske turneje sastav je otišao na dvodijelnu sjevernoameričku turneju koja je započela nastupom u Virginia Beachu, Virginiji 3. kolovoza. Prvi dio turneje odvijao se na istočnoj obali SAD-a, dok se na drugom dijelu turneje grupa usredotočila na srednji zapad i zapadnu obalu. Skupina je razmišljala o razilaženju nakon tragedije na Roskildeu, no Vedder je izjavio da joj je "sviranje, gledanje u gomilu i zajedništvo" tijekom sjevernoameričke turneje "omogućilo da nastavi dalje".
Sastav je 22. listopada 2000. održao koncert u MGM Grand Garden Areni u Las Vegasu, Nevadi, i njime proslavio desetu obljetnicu svojeg prvog nastupa. Vedder je iskoristio priliku i zahvalio mnogim ljudima koji su pomogli sastavu da se okupi i doživi deset godina postojanja. Dodao je: "Ne bismo ovo činili da primamo Grammy ili nešto takvo." Posljednji koncert turneje održao se 6. studenog 2000. u KeyAreni u Seattleu, Washingtonu, gdje je skupina svirala više od tri sata. Europska i sjevernoamerička turneja bile su popraćene dugačkim serijalom službenih bootlegova, koji su bili dostupni u prodavaonicama albuma, ali i članovima obožavateljskog kluba sastava. Grupa je 2000. i 2001. objavila 72 koncertna albuma i tako postavila rekord za najviše albuma koji su istovremeno debitirali na ljestvici Billboard 200. Nakon završetka turneje iz 2000. godine skupina je objavila Touring Band 2000, DVD koji sadrži određene nastupe sa sjevernoameričke turneje.
Pearl Jam odsvirao je cijeli Binaural 10. svibnja 2016. godine na svojem koncertu u Air Canada Centreu u Torontu tijekom prvog seta duljeg nastupa.

## Popis pjesama
| 1.    | »Breakerfall«            | Eddie Vedder | Vedder                               | 2:19 |
| 2.    | »Gods' Dice«             | Jeff Ament   | Ament                                | 2:26 |
| 3.    | »Evacuation«             | Vedder       | Matt Cameron                         | 2:56 |
| 4.    | »Light Years«            | Vedder       | Vedder, Mike McCready, Stone Gossard | 5:06 |
| 5.    | »Nothing as It Seems[*]« | Ament        | Ament                                | 5:22 |
| 6.    | »Thin Air«               | Gossard      | Gossard                              | 3:32 |
| 7.    | »Insignificance«         | Vedder       | Vedder                               | 4:28 |
| 8.    | »Of the Girl[*]«         | Gossard      | Gossard                              | 5:07 |
| 9.    | »Grievance«              | Vedder       | Vedder                               | 3:14 |
| 10.   | »Rival[*]«               | Gossard      | Gossard                              | 3:38 |
| 11.   | »Sleight of Hand[*]«     | Vedder       | Ament                                | 4:47 |
| 12.   | »Soon Forget[*]«         | Vedder       | Vedder                               | 1:46 |
| 13.   | »Parting Ways[I]«        | Vedder       | Vedder                               | 7:17 |
| 52:05 |                          |              |                                      |      |

^ I "Parting Ways" sadrži skrivenu skladbu "Writer's Block" koja počinje nakon 6 minuta i 49 sekundi.
^ * Asterisci označuju pjesme koje su snimljene tehnikom binauralnog snimanja.
| Bonus disk s japanske inačice albuma | Bonus disk s japanske inačice albuma                                             | Bonus disk s japanske inačice albuma | Bonus disk s japanske inačice albuma | Bonus disk s japanske inačice albuma | Bonus disk s japanske inačice albuma | Bonus disk s japanske inačice albuma | Bonus disk s japanske inačice albuma | Bonus disk s japanske inačice albuma | Bonus disk s japanske inačice albuma |
| Br.                                  | Skladba                                                                          | Trajanje                             |                                      |                                      |                                      |                                      |                                      |                                      |                                      |
| ------------------------------------ | -------------------------------------------------------------------------------- | ------------------------------------ | ------------------------------------ | ------------------------------------ | ------------------------------------ | ------------------------------------ | ------------------------------------ | ------------------------------------ | ------------------------------------ |
| 1.                                   | »Footsteps« (uživo na dobrotvornom koncertu Bridge School Benefit 1999. godine)  | 5:24                                 |                                      |                                      |                                      |                                      |                                      |                                      |                                      |
| 2.                                   | »Better Man« (uživo na dobrotvornom koncertu Bridge School Benefit 1999. godine) | 4:37                                 |                                      |                                      |                                      |                                      |                                      |                                      |                                      |
| 10:01                                |                                                                                  |                                      |                                      |                                      |                                      |                                      |                                      |                                      |                                      |